# 特拉貝拉 (加利福尼亞州)
特拉貝拉（英語：Terra Bella）是位於美國加利福尼亞州圖萊里縣的一個人口普查指定地區。

## 地理
特拉貝拉的座標為35°57′41″N 119°02′27″W / 35.96139°N 119.04083°W，而該地最高點為海拔高度146米（即486英尺）。

## 人口
根據2010年美國人口普查的數據，特拉貝拉的面積為7.047平方千米，當中陸地面積為7.047平方千米，而水域面積為0.000平方千米。當地共有人口3310人，而人口密度為每平方千米469人。